# Protandrena verbesinae
Protandrena verbesinae là một loài Hymenoptera trong họ Andrenidae. Loài này được Timberlake mô tả khoa học năm 1955.